# Maurice Frydland
Maurice Frydland, né le 29 novembre 1934 à Paris et mort le 12 mai 2016 dans la même ville, est un réalisateur français, travaillant essentiellement pour la télévision.

## Biographie

### Débuts
Son enfance fut quelque peu chahutée puisque durant la Seconde Guerre mondiale, ses parents décidèrent de quitter Paris pour fuir vers le Sud-Ouest. Là-bas, il sera souvent séparé d'eux et va mener une scolarité quelque peu désorganisée. À la Libération, il « remonte » sur la capitale pour suivre des études secondaires avant d'entamer (sur volonté de ses parents) des études de médecine.
Mais la scolarité lui ayant toujours fait défaut, préférant ses longues heures passées au cinéma ou à la cinémathèque, il décide de tout laisser tomber pour se consacrer à sa passion : l'image. Il devient assistant de réalisateurs tels que Joris Ivens, Robert Dhéry (La Belle Américaine), Jean-Marie Drot ou Marcel Bluwal. Reporter et documentariste, il tourne en 1971 un court métrage de fiction remarqué : Le Cœur renversé qui sera sélectionné au Festival de Cannes.

### Carrière
Au début de sa carrière télévisuelle, il se partage entre reportages pour les grands magazines (Panorama, Contre-point, Dim Dam Dom, Les Cent Livres, Vingtième Siècle Théâtre d'aujourd'hui…) et fictions. Depuis les années 1980, il est entré totalement "en fiction" et se partage entre séries et unitaires.
Pour les documentaires
En 1974, le très remarqué Une légende une vie : Citizen Welles, une biographie d'Orson Welles réalisée à la manière de Citizen Kane. En 1979 : Sur les traces de Stevenson. En 1980 : Venises.
Les adaptations
Son premier long métrage de fiction est Le Mystère Frontenac, une adaptation du roman de François Mauriac. Ce travail inaugure une série d'adaptations dont beaucoup seront coécrites avec Françoise Verny, faisant participer Maurice Frydland à la construction du « musée des adaptations audiovisuelles ». Notons Tous les jours de ma vie (1975), L'Herbe chaude (1977), L'Arme au bleu (1981, prix de la Fondation de France)...

### Les séries
En 1982, il réalise une série de 6 x 52 minutes sur un scénario de Jacques Tournier et de Pierre Lary, L'Épingle noire.

Il continue l'année suivante, toujours au même format, il tourne Le Mystérieux Docteur Cornélius (1983), d'après le roman de Gustave Lerouge et obtient le Trophée 813 de la meilleure série policière et fantastique, ainsi que deux nominations aux Sept d'or.
Il participera à la réalisation de nombreux films appartenant à des séries aussi populaires que Les Cinq Dernières Minutes, Louis la Brocante, Docteur Sylvestre, Maigret, Nestor Burma, dont l'épisode Les Rats de Montsouris lui vaut à nouveau le Trophée 813 en 1995.

### Les unitaires
Ce qui se détache de ses films unitaires est un regard sur la société actuelle (La politique est mon métier en 1984, L'Homme de pouvoir en 1985, Assédicquement vôtre en 1993, Prix Italia) croisé avec un point de vue acéré sur des moments de notre histoire. Pensons à Un été alsacien (1991) qui s'attache à montrer le monde étrange des adultes de l'Occupation à travers le regard d'un garçon de 9 ans. Ce film obtient l'Aigle d'argent au Festival d'histoire de Rueil.

### Autres
Outre ses téléfilms, Maurice Frydland est l'auteur de Roger Vadim, aux éditions Seghers. Il a participé à l'œuvre collective Le Western, aux éditions 10/18, ainsi qu'à un article sur la fiction télévisée en France, mais aussi en Grande-Bretagne, en Allemagne et aux États-Unis (La Société des écrans et la télévision, 1993).
Il est fondateur et délégué général des Rencontres internationales de télévision de Reims, créées en 1988. Il est cofondateur et président d'honneur du Groupe 25 Images, association des réalisateurs de films de fiction.

## Filmographie

### Comme réalisateur
- Les Cinq Dernières Minutes (série TV)
  - 1961 : L'Avoine et l'Oseille
- 1974 : Une Légende, une vie: Citizen Welles , film documentaire
- 1975 : Le Mystère Frontenac , téléfilm
- 1975 : Tous les jours de la vie , téléfilm
- 1978 : De Mémoire d'homme  (série TV)
  - L'Affaire Prince : Les suicidés de 1934
  - L'Affaire Von Rath : H comme Herschel ou La nuit de cristal
- 1979 : Le Dernier choix du maréchal Ney , téléfilm
- 1980 : Citizen Shaw, film documentaire
- 1980 : Le Moustique , téléfilm
- 1982 : L'Arme au bleu, téléfilm
- 1982 : L'Épingle noire (mini-série TV)
- 1982 : Jupiter 81, téléfilm
- 1985 : Le Mystérieux docteur Cornélius (mini-série TV)
- 1985 : L'Homme de pouvoir, téléfilm
- 1985 : La Politique est un métier , téléfilm
- 1987 : Les Enquêtes du commissaire Maigret : Les caves du Majestic   (série TV)
- 1987 : Souris noire (série TV), La nuit du voleur et Sous la lune d'argent
- Les Cinq Dernières Minutes (série TV)
  - 1988 : La Ballade de Menardeau
- 1988 : Nestor Burma - Les rats de Montsouris , téléfilm
- Les Cinq Dernières Minutes (série TV)
  - 1989 : La Mort aux truffes
- 1990 : S.O.S. disparus : L'Autre Planète (mini-série TV)
- 1990 : Héritage oblige (série TV)
- 1991 : Un été alsacien , téléfilm
- Les Cinq Dernières Minutes (série TV) 
  - 1991 : Une mer bleue de sang
  - 1991 : Un mort sur le carreau
- 1993 : Nestor Burma (série TV)
  - Du Rebecca rue des Rosiers
  - Un croque-mort nommé Nestor
- 1993 : Le Miel amer, téléfilm
- 1994 : Assedicquement vôtre, téléfilm
- 1994 : La Mondaine (série TV)
  - La Muse de Bruxelles
  - La Belle de Varsovie
- 1995 : La Mondaine (série TV)
  - La Madone de Lisbonne
- 1997 : Terres gelées, téléfilm
- 1997 : Salut l'angoisse, téléfilm
- 1997 : L'Empire du taureau, téléfilm
- 1999 : Louis la Brocante : Louis et les amoureux du manège (série TV)
- 2000 : Docteur Sylvestre : Pour l'exemple (série TV)
- 2003 : Le Compagnon : Le Labyrinthe (série TV)
- 2003 : Nestor Burma : Maquereaux aux vingt planques (série TV)

### Comme acteur
- 1986 : États d'âme de Jacques Fansten
- 1990 : La Fracture du myocarde de Jacques Fansten : le père de Marianne
- 1993 : Roulez jeunesse ! de Jacques Fansten : le fils râleur
- 1997 : L'Empire du taureau, il joue dans son téléfilm : le facteur
- 2003 : De soie et de cendre, téléfilm de Jacques Otmezguine : employé hôtel

## Théâtre
- 1993 : Célimène et le Cardinal, mise en scène